# ژان-پیر ویژیه
 ژان-پیر ویژیه (فرانسوی: Jean-Pierre Vigier‎؛ زاده ۱۶ ژانویهٔ ۱۹۲۰ – درگذشته ۴ مهٔ ۲۰۰۴) فیزیک‌دان اهل فرانسه بود.